# Klaas van Urk
Klaas van Urk (Urk, 4 april 1958) is een Nederlandse amateurhistoricus. 
Zijn onderzoek naar het Zuid-Franse dorpje Rennes-le-Château wordt beschreven in zijn boek Zoektocht naar de Heilige Graal en de Ark van het Verbond (Rijswijk: Elmar, 2003-2004),  waarin hij stelt dat de Ark van het Verbond in de buurt van Rennes ligt verborgen. Deze zou volgens Van Urk door de tempeliers geroofd zijn uit Ethiopië en vervolgens naar Frankrijk vervoerd.
Van Urk noemt zichzelf met nadruk geen wetenschapper en zijn boek mist dan ook een wetenschappelijke onderbouwing. Het gedeelte over Ethiopië is overigens ontleend aan The sign and the seal van Graham Hancock.